# U Ящерицы
U Ящерицы — спектрально-двойная звезда в созвездии Ящерицы. 
Несмотря на то, что U Ящерицы находится в созвездии Ящерицы, она считается членом ассоциации Cepheus OB1. Звезда была внесена в список звёзд, находящихся в звёздном скоплении ASCC 123.
U Ящерицы — двойная звезда, состоящая из красного сверхгиганта и небольшого горячего компаньона. Компаньон был идентифицирован по высокому компоненту возбуждения в спектре и по изменениям лучевой скорости, но орбита компаньона неизвестна.
U Ящерицы — переменная звезда, классифицируемая как полуправильная переменная звезда. Периодичность звезды неясна, но предполагается, что основной период составляет 150 дней, а длительный вторичный период - 550–690 дней. Исследование спутниковой фотометрии телескопом Hipparcos показало амплитуду 0,77 звёздной величины и не обнаружило периодичности. В Общем каталоге переменных звезд указана амплитуда 2,7 звёздной величины.
Вокруг U Ящерицы были обнаружены водные мазеры, распространённые в протяжённых атмосферах очень ярких холодных звёзд.